# Dongxia (köpinghuvudort i Kina, Qinghai Sheng, lat 37,04, long 101,79)
Dongxia (kinesiska: 东峡, 东峡镇) är en köpinghuvudort i Kina. Den ligger i provinsen Qinghai, i den nordvästra delen av landet, omkring 45 kilometer norr om provinshuvudstaden Xining. Antalet invånare är 14 262. Befolkningen består av 6 866 kvinnor och 7 396 män. Barn under 15 år utgör 21,0 %, vuxna 15-64 år 73 %, och äldre över 65 år 5,0 %.
Runt Dongxia är det ganska tätbefolkat, med 120 invånare per kvadratkilometer. Närmaste större samhälle är Qiaotou, 15,4 km sydväst om Dongxia. Trakten runt Dongxia består i huvudsak av gräsmarker.
Genomsnittlig årsnederbörd är 518 millimeter. Den regnigaste månaden är juli, med i genomsnitt 138 mm nederbörd, och den torraste är januari, med 2 mm nederbörd.